# Pomeroy (Adelsgeschlecht)
Die Feudalherrschaft von Berry Pomeroy mit Sitz ebenda – über Jahrhunderte im Besitze des Geschlechtes der Familie Pomeroy –  war eine der insgesamt 12 mittelalterlichen Hauptlehensherrschaften (8 weltliche und 4 zusätzliche – von letzteren 2 kirchliche Lehen) in Devonshire – also solche, die direkt vom König vergeben wurden. Sie entstanden nach der normannischen Eroberung durch Wilhelm I. (der Eroberer). Die genaue Lokalisation des ersten Herrenhauses aus dem 11. Jahrhundert in der Ortschaft ist nicht mehr feststellbar, wird aber neben der Kirche vermutet, dort wo sich heute auch ein Herrenhaus befindet. Die Burg Berry Pomeroy Castle wurde erst im 15. Jahrhundert errichtet. Die Hauptlinie der Pomeroys starb 1715 aus, es spalteten sich ebenfalls erloschene Nebenlinien ab, wobei verschiedene Seitenlinien amerikanische Zweige der Familie hervorgebracht haben sollen, wie DNA-Analysen belegen. Die Linie der Viscount of Harberton stammt von dem Pomeroy ab. Rekonstruktionen eindeutiger Stammbäume sind aber mitunter schwierig, da Dokumentationen widersprüchlich sind oder fehlen bzw. verloren gingen – so der Bürgerkrieg im 17. Jahrhundert wohl auch die Vernichtung vieler Dokumente zur Folge hatte. Auch werden in England in der Armee und der Royal Navy zahlreiche Offiziere mit dem Namen Pomeroy erwähnt. Der Feudalsitz und die damit verbundene Herrschaft befanden sich von 1068 bis 1547 in den Händen der Familie Pomeroy, danach gingen sie durch Verkauf wegen finanzieller Schwierigkeiten an die Familie Seymour über, die den Sitz ihrerseits ebenfalls wegen finanzieller Schwierigkeiten nach 1694 aufgaben.
Die Pomeroy waren politisch nicht so bedeutend wie die Seymour, Courtenay, Courtenay-Powderham, Mohun, Boleyn oder Howard, aber sie waren im Mittelalter Hauptlehensnehmer mit einer dynastischen Folge, mehrere Pomeroy stellten den Sheriff of Devon, sie waren mit bedeutenden Adelsfamilien verschwägert wie Courtenay, Powderham. Während der Rosenkriege waren sie auf Seiten der Partei des House of York. Im englischen Bürgerkrieg waren sie Royalisten.

## Der erste Pomeroy
Ralph de Pomeroy († vor 1100) (alias  de la Pomeroy, Pomeraie, Pomerei etc.) war der Herr von La Pommeraye in der Nähe von Calvados in der Normandie, wo er auch seinen Sitz hatte, den er von seinem Vater Roger (ohne Nachname nachgewiesen, Vorfahren unbekannt) geerbt hatte. Eine kleine Burg soll dort in Frankreich bereits existiert haben. Er wurde mit 58 Kleinherrschaften in Devon und 2 in Somerset belehnt, die er für seine Verdienste bei der Eroberung von England durch Wilhelm I. übertragen bekam. Er war damit einer der Hauptlehensnehmer von England. Zudem war er einer der zwei Schatzmeister, die die Steuereinnahmen aus Devon der königlichen Schatulle in Winchester aufgrund der Zählungen im Domesday Book zuzuführen hatte. Ralph und sein Bruder William Cheever (floruit 1086) teilten sich die ihnen durch den König übertragenen Kleinherrschaftssitze untereinander auf. Williams 46 Kleinherrschaften waren die Grundlage für die Entstehung der Hauptlehensherrschaft von Bradninch. Seine Schwester Beatrix erhielt von William die Kleinherrschaft von Southleigh übertragen.

## Die Nachfolge bis 1547

Arms of Pomeroy

Die Nachfolge der Herren von Berry Pomeroy aus der Familie Pomeroy gestaltete sich in der Regel so, dass der Sohn die Herrschaft vom Vater oder dem älteren Bruder übernahm. Die Nachkommenschaft zerfiel in zwei Linien. Im 15. Jahrhundert wurde kurzzeitig nach Erlöschen der älteren Linie ein entfernter Vetter der Pomeroys durch den König eingesetzt. Nach dessen Versterben ohne erbberechtigte leibliche Nachkommen übernahm die jüngere Linie die Herrschaft bis zu ihrem Verkauf. Die chronologische  Abfolge in Übereinstimmung mit der dynastischen Linie der Herren von Berry Pomeroy war wie folgt:
Ralph de la Pomeroy (starb vor 1100) (alias Pomeraie, Pomerei etc.)
Er hatte zwei Söhne:

### Die ältere Linie
William de la Pomeroy (starb vor 1114, kinderlos)
Älterer Sohn und Erbe, er stiftete Berry Pomeroy der Abtei von Gloucester. Er stiftete jedoch auch eine Summe (1/4 of a knight's fee) der Abtei von Val in St. Omer in der Normandie.
Joscelin (alias Gozeline) de la Pomeroy (starb nach 1123)⚭Emma (Herkunft unbekannt)
(jüngerer Bruder von William)
Wiederbegründer der Abtei von Val in St. Omer/Diözese von  Bayeux in der  Normandie, der er die Kirchen von Berry Pomeroy, Braordin und Clisson nebst einer Siedlung samt Zehnt einer Mühle in La Pommeraye beiordnete. Zudem löste er die Herrschaft Berry Pomeroy in Gloucester im Tausch gegen Seldene – oder auch Seldenam – in Devon wieder aus.
Henry de la Pomeroy (?1156, starb vor 1165)⚭Rohese de Dunstanville.
(Sohn von Joscelin)
Anführer und Ritter der persönlichen Truppen des Königs Heinrich I.
Henry de la Pomeroy (starb 1201/7)⚭Rohesia Bardolf, Schwester von Doun Bardolf (1177–1205)
(ältester Sohn des Vorgängers)
Als Witwe eines Hauplehensnehmers hatte Rohesia keine freie Hand bei der Wiederverheiratung, sondern der König hatte ein Mitspracherecht. Nach dem Tode ihres zweiten Ehemannes erreichte sie so weitgehend freie Hand, dass sie jeden königstreuen Mann heiraten durfte. Die Ländereien wurden nach dem Tode von Henry durch den König unter Verwaltung von William Brewer gestellt.

Henry de la Pomeroy (starb 1222)⚭Joan de Vautort (alias Valletort)( 1207)
(Sohn des Vorgängers)
Joan war Miterbin ihres Vaters Roger de Vautort (died 1207), dem Herren von Totnes von 1206.
Henry de la Pomeroy (1211-1237)⚭Margeria de Vernun (keine Lebensdaten)
(Sohn des Vorgängers)
Henry de la Pomeroy (geboren nach 1216; starb 1281)⚭Isolde (starb nach 1293)
(Sohn des Vorgängers)
Unter 21 Jahre alt bei Tod des Vaters. Isolde 1293 erwähnt als Inhaberin eines Wittums von 1/3 des Besitzes der Pomeroy  (27. April 1293 des 21. Jahres der Herrschaft des Edward I.) sowie Stockleigh Pomeroy
Sir Henry de la Pomeroy (1266-1305)⚭Amice de Camville (⚭1281, starb 1308)(Tochter von Sir Geoffrey de Camville)
(Sohn des Vorgängers)
Geburtsort war Tregony in Cornwall.
Sir Henry de la Pomeroy (1291-1327)
(Sohn des Vorgängers)
⚭ 1. Ehe mit Joan de Moels of North Cadbury (starb 1310) (Tochter von John de Moels, 1. Baron Moels)
Aus der Ehe mit Joan gingen 5 Söhne hervor:
Henry → ältere Linie der Herren von Berry Pomeroy
erbte die Herrschaft (s. ebenda)
William, Nicholas und John
ohne dokumentierte Nachkommen
Thomas →jüngere Linie:
er hinterließ über seinen Sohn William den Enkel Edward († 1446), der nach dem Erlöschen der älteren Linie die Herrschaft weiterführte (s. ebenda)
⚭ 2. Ehe mit Elisabeth (noch nachgewiesen 1359, Tochter von John Powderham)
Sir Henry de la Pomeroy (starb 1373)⚭Elisabeth (Familie Powderham, Familie Carminow)
(Sohn des Vorgängers)
ein Sohn und zwei Töchter, Johanna führt durch Heirat ihrer Tochter zu Sir Thomas Pomeroy († 1426, geb.Upottery & Bockerell), Vorgänger von Edward († 1446).
Sir John de la Pomeroy (1347-1416)⚭Joan de Merton, Tochter und Miterbin von Richard de Merton, Witwe von John Bampfield of Poltimore,
(Sohn des Vorgängers)
kinderlos; Erben waren:
der Neffe John Cole, Sohn seiner Schwester Margaret,
die Nichte Johanna (1376-1423, verh. St.Aubyn, verh. Brian), Tochter seiner anderen Schwester Joan, die in letzter Ehe Thomas Upottery & Bockerell heiratete, dann genannt Sir Thomas Pomeroy (s. u. ebenda)
Hiermit erlosch die ←ältere Linie

### Der Interim
Sir Thomas Pomeroy, geb. Upottery & Bockerell (starb 1426)⚭Johanna (Joan) de la Pomeroy (starb 1423) (verw. St.Aubyn, verw. Brian)
Enkel von Henry Pomeroy und Elisabeth, geb. Upottery & Bockerell,
Er übernahm erst einmal die Herrschaft in Berry Pomeroy sowie den Nachnamen seiner Ehefrau, obwohl Sir John als Erben für Berry Pomeroy seinen entfernten Verwandten Edward de Pomeroy († 1446) (s.u) benannte, der ein Urenkel aus der Ehe von Sir Henry und Joan Moels war. Der König aber setzt Sir Thomas Pomeroy ein, den Sohn von Robert of Upottery & Bockerell, der kein Nachkomme der Pomeroys aus einer männlichen Erbfolge war, sondern ein entfernter Verwandter. Sein Anspruch resultierte aus seiner Heirat mit Johanna, die eine Miterbin des Besitzes  von John de la Pomeroy war. Das Ehepaar überlebte die einzige Tochter Isabel, so dass das Erbe letztlich doch an den eigentlich vorgesehenen Erben Edward fallen konnte.

### Die jüngere Linie
Die →jüngere Linie: (Nachkommen von Henry und Joan de Moels, s. o.)
Edward de Pomeroy (starb 1446)⚭Margaret Beville (⚭ 1404, Tochter von John Beville of Woolston in Poundstock, Cornwall) (starb 1461)
Urenkel von Sir Henry und Joan Moels, Sohn von William und Enkel von Thomas (5. Sohn von Henry). Er übernahm den Besitz nach dem Tode Sir Thomas.
Henry de Pomeroy (1416-1481), älterer Sohn und Erbe
älterer Sohn und Erbe, setzte die Linie der Feudalherren von Berry fort
John Pomeroy,
jüngerer Sohn, seine Linie ging dauerhaft nach Dorset und siedelte im Herrenhaus von Ingsdon, es spalteten sich immer wieder kurze Seitenlinien ab, die in Ilsington siedelten. Eine Seitenlinie der Ingsdon-Pomeroy waren die Harberton-Pomeroy, welche ihrerseits mit den irischen Pomeroy und neuerdings auch mit →amerikanischen Pomeroy in Verbindung gebracht werden.
Die Ingsdon-Pomeroy sind die mutmaßlichen Vorfahren eines Eltweed Pomeroy aus Beaminster, der nach Amerika auswanderte und anfangs als Stammvater aller amerikanischen Pomeroy galt. → mutmaßlich mindestens eine amerikanische Linie.
Henry de Pomeroy (1416-1481)⚭Alice Raleigh (Tochter von John Raleigh of Fardell, Devon)
(Sohn des Vorgängers)
Der ältere Sohn Sir Seintclere de Pomeroy (starb 1471) hinterließ keine Nachkommen
Sir Richard de Pomeroy (1442-1496)⚭Elizabeth Densell (starb 1508)(Tochter und Miterbin von Richard Densell von Weare Giffard und Filleigh in Devon)
Sheriff von Devon in 1473, a Knight of the Bath, knighted by King Henry VII. Seine Frau war die Witwe von Martin Fortescue von Whympston und Modbury (starb 1472) in Devon. Er erbaute die heutige Kirche von Berry Pomeroy, die auch die Tumba von ihm und seiner Frau beinhaltet, wobei die Grabstätte jedoch völlig ihres Schmuckes beraubt wurde. Er gilt auch als der Erbauer der Burg von Berry Pomeroy, denn sie wird erstmals als Wittum von seiner Frau Elizabeth erwähnt.
Sir Edward de Pomeroy (1478-1538)⚭Johanna Sapcot (Tochter von Sir John Sapcote)
(Sohn des Vorgängers)
4 Söhne und 2 Töchter, davon
Thomas
Er erbt und verkauft die Herrschaft (s.u)
Hugh
Er begründet eine kurze cornische Linie
von den übrigen Geschwistern keine Nachkommen bekannt
Sir Thomas Pomeroy (1503-1566)⚭Jone Edgcumbe (Tochter von Sir Piers Edgcumbe of Cotohele)
(Sohn des Vorgängers)
1. Dezember 1547 Verkauf von Burg, Ländereien und Herrschaft von Berry Pomeroy an Edward Seymour, 1. Duke of Somerset. Thomas hatte wohl schon Schulden von seinem Vater geerbt und war selber auch tief verschuldet. Nach dem Verkauf wurden die Schwierigkeiten 1549 noch größer durch eine Verwicklung in die Prayerbook Rebellion, deren Anführer hingerichtet wurden. Thomas wurde lediglich gefangen genommen und 1552 entlassen gegen die Zahlung einer Kaution: Dem Tod entging er durch Vermittlung seine Verwandtschaft.
Sein Enkel Edward begründete eine sehr verzweigte Seitenlinie, die in Brixham lebte und wiederum wohl auch →Nachkommen in Amerika haben soll.

## Nach 1547 bis 1719
Die Linie von Thomas Pomeroy und Jone Edgcumbe erlosch mit Gilbert Pomeroy im Jahre 1719. Der Bruder von Thomas – Hugh Pomeroy – begründete die kurze cornische Linie der Pomeroy auf Tregony.
→direkte Linie (Nachkommen von Thomas):
1. Thomas Pomeroy⚭Jone Edgcumbe
  1. Thomas Pomeroy (starb 1615)⚭Honor Stephenson
    1. Valentine Pomeroy (starb 1645) 1.)⚭Jane Rexnell of Ogwell, 2.)⚭Margaret Whiddon
      1. ⚭Jane Rexnell of Ogwell
        1. Lettice, Valentine, Jane, Elizabeth (keine Nachkommen bekannt)

      2. ⚭Margaret Whiddon
        1. Sohn unbekannt
        2. Roger Pomeroy (1629-1708)⚭Joane Wills of Saltash
          1. Elias, Roger, Joan, Elizabeth (starben vor ihrem Vater)

        3. Valentine Pomeroy(1630/31-1689)⚭Lucy Hody of Nithway
          1. Elizabeth (1689 noch erwähnt)
          2. Hugh Pomeroy of Sandridge (starb 1715)⚭Anne
            1. Anne und Margaret (starben vor den Eltern)

          3. Margaret, Joan, Valentine 2. Sohn, Valentine 3. Sohn (starben vor den Eltern)

        4. John Pomeroy (1670 ertrunken)
        5. Gilbert Pomeroy (1631/32-1719) (keine Nachkommen erwähnt, vermacht seinen Besitz an die Brixham Pomeroy)

    2. Edward Pomeroy (starb 1657)⚭Wilmot
      1. William,[23] →Nachfahren in Brixham (namentlich als Erben von Gilbert's Besitz in Devon als in Brixham anwesend erwähnt)
        1. Paul Pomeroy, weitere Geschwister
          1. Daniel, George, weitere Geschwister

  2. Jane, Elizabeth, Katherine (keine Nachkommen erwähnt)
  3. Arthur Pomeroy (starb 1615)⚭Elizabeth (fraglich) Hutton (keine Nachkommen bekannt)

→Cornische Linie (Bruder von Thomas Pomeroy)
1. Hugh Pomeroy of Tregony (starb 1665)⚭Johan Bowerman
  1. Henry Pomomeroy (noch erwähnt 1620)⚭Elizabeth Bonython of Cury
    1. Hugh Pomeroy (zuletzt erwähnt 1673)
    2. Francis, John, Henry (keine Nachkommen bekannt)
    3. Richard Pomeroy (1659 erwähnt)
    4. Elianor (keine Lebensdaten)

  2. Hugh Pomeroy (11 Jahre alt, als der Vater starb, unbekannt verheiratet)
    1. Jane (verheiratet mit Richard Penkevill), Constance (heiratete 1604) (keine Nachkommen bekannt)

## Seitenlinien

### Brixham
Die Brixham-Pomeroy spalteten sich als Seitenlinie im 17. Jahrhundert von den Nachfahren der jüngeren Linie der Herren von Berry Pomeroy ab. Sie leiten sich von einem Enkel (Edward Pomeroy, starb 1656) jenes Thomas Pomeroy ab, der die Herrschaft verkaufte. Es sind im 17. – 19. Jahrhundert zahlreiche Pomeroy in den Geburts- und Sterberegistern verzeichnet, ohne dass die Zuordnung immer eindeutig wäre. Ein gewisser Paul Pomeroy wird als Constable von Brixham verzeichnet. Es soll eine amerikanische Linie auf die Brixham-Pomeroy zurückgehen, was durch moderne molekularbiologische Analysen bestätigt wird.
Eine weitere Pomeroy-Familie in Brixham leitet sich von einem James Pomeroy ab, der 1784 mit seiner Frau Joanna nee Scoble aus London zuwanderte und sich molekulargenetisch von einer amerikanischen Linie herleitet, die von einem gewissen Eltweed Pomeroy abstammte, der allerdings aus Beaminster nach Amerika auswanderte (s. u.).

### Ingsdon, Ilsington, Irland, Harberton
Dieser Familienzweig spaltete sich bereits im 15. Jahrhundert ab und zerfiel auch wiederum in zahlreiche kurzlebige Seitenlinien, die in Ilsington lebten und die auch bereits seit dem 18. Jahrhundert gut dokumentiert sind. Sie sind die Nachfahren von John Pomeroy, dem jüngeren Sohn von Edward Pomeroy (starb 1446), der – und infolge dessen der ältere Bruder  die ältere Linie und den Interim Thomas Upottery, gen. Pomeroy, beerbte. Die bisher bekannte Hauptlinie endet mit einem Charles Pomeroy, erwähnt 1662, und einem Thomas Pomeroy (starb 1663).
Im 17. Jahrhundert entstammte einer Seitenlinie ein Arthur Pomeroy (ca. 1640-1710), der am Cambridge Trinity College als Lehrmeister erwähnt wird und die Funktion eines Dean of Cork in Irland übernahm. Auf ihn könnten irische Nachfahren zurückgehen, die ihrerseits wieder den Weg nach Amerika fanden – wie molekularbiologische Analysen belegen. Dieser Arthur Pomeroy ist wiederum der Begründer der Linie der Viscounts of Harberton, die auch einen weit verzweigten Stammbaum haben und auch im 20. Jahrhundert noch existierten.
Die Ingsdon-Pomeroy (stark vereinfacht):
Edward de la Pomeroy (starb 1446)⚭Margaret de Bevile
1. Henry Pomeroy, →setzt die Linie der Herren von Berry Pomeroy fort
2. John Pomeroy, übersiedelt nach Ingsdon 1481
  1. Robert Pomeroy (starb ca. 1518)
    1. Sinclere Pomeroy
      1. →mehrere Generationen, →kurze Ilsington-Linien
        1. Richard Pomeroy (starb 1619), → Fortsetzung der Linie bis zum Erlöschen 1663
        2. Thomas Pomeroy (erwähnt 1609)
        3. John Pomeroy (erwähnt 1609 und 1629)
          1. Arthur Pomeroy (1640-1710), Dean of Cork/Irland
            1. →mutmaßlich irische Pomeroy
            2. →Viscount of Harberton (noch im 20. Jhrdt.)

    2. John Pomeroy (erwähnt 1500)
      1. →kurze Linie in Ilsington(erlosch 1642)

### Beaminster
Eltweed Pomeroy (vor 1585 - 1672) ist der Sohn eines gewissen Richard Pomeroy (ca. 1555 – vor 1635, unbekannt verheiratet). Sie werden je nach Untersuchung mit den Pomeroy aus Ingsdon oder den Brixham in Verbindung gebracht. Diese Familie lebte in Beaminster und eine Einordnung seines Vaters in einen der bekannten Stammbäume ist wegen fehlender Dokumtationen bisher nicht möglich gewesen.. Eltweed war dreimal verheiratet und hatte mehrere Kinder, die das Erwachsenenalter erreichten. Er wanderte nach Amerika während der puritanischen Auswanderungswelle zwischen 1620 und 1640 nach Amerika aus, als wahrscheinlichstes Datum darf 1632 angenommen werden. Er kam über Neu-England nach Dorchester/Massachusetts und weiter nach Windsor/Connecticut. Seine Familie war wie folgt:
1. unbekannt, fraglich Brixham- oder Ingsdon-Pomeroy
  1. Richard Pomeroy⚭unbekannt
    1. Eltweed Pomeroy (vor 1585-1678)
      1. ⚭Johanna Keech
        1. Dinah Pomeroy (geb. 1617, unbekannt verstorben)
        2. Elizabeth Pomeroy (1619-1621 in Beaminster)

      2. ⚭Margery Rockett
        1. Eldad Pomeroy (ca. 1631-1662)
        2. Mary Pomeroy (ca. 163-1647 in Windsor/USA)
        3. John Pomeroy (ca. 1635- unbekannt)
        4. Medad Pomeroy (1638-1716),(1)⚭ Experience Woodard, (2)⚭ Abigail (Strong) Chauncy, (3)⚭Hannah (Warriner) Noble
          1. →zahlreiche Nachkommen

        5. Caleb Pomeroy (1641/2-1691)⚭ Hepzibah Baker
          1. →zahlreiche Nachkommen

        6. Mercy Pomeroy (1644-1657)
        7. Joshua Pomeroy (1646-1689), (1)⚭ Elizabeth Lyman, (2)⚭ Abigail Cook
          1. →zahlreiche Nachkommen

        8. Joseph Pomeroy (1652-1734),⚭ Hannah Lyman, daug. of Richard Lyman.
          1. →zahlreiche Nachkommen

      3. ⚭Lydia Brown (keine Nachkommen bekannt)

    2. Edward Pomeroy (starb vor 1592), keine weiteren Lebensdaten
    3. Henry Pomeroy (starb 1635)⚭Margaret Oventon, keine weiteren Lebensdaten

### Amerika
Der bisherige Stand der Kenntnis war, dass Eltweed Pomeroy der Vorfahre aller amerikanischen Pomeroy sei. Dies gilt inzwischen als widerlegt, wobei Stammbäume schwer erstellbar sind, aber es kann von mindestens drei Pomeroy-Linien ausgegangen werden.

### Eine weitere cornische Line (17. Jhrdt.)
Es wird von einer Linie mit dokumentiertem Stammbaum (Pomerey, Pomeroy) aus St. Columb in Cornwall berichtet, die im 17. Jahrhundert gelebt haben muss. Angaben über eine Verbindung zur Familie in Berry Pomeroy fehlen.

## Weitere Pomeroy in England

### Vor 1700
Auch in anderen Gegenden Englands werden Pomeroys benannt, so beispielsweise in Exeter, Dorset, Berkshire, Gloucestershire, Lydford, St.Mellion in Cornwall, Somersetshire. Einige von diesen werden bereits im 13. Jahrhundert erwähnt, oft ohne vollständige Lebensdaten oder familiäre Bezüge.

### Nach 1700
In den Listen der Armee und der Royal Navy werden im 18. und 19. Jahrhundert zahlreiche Offiziere erwähnt, die auch überwiegend in Südengland geboren wurden.
Für das 18. Jahrhundert sind dies
- John Pomeroy, Artillerieoffizier, entlassen 1769
- James Pomeroy, Mitglied der Mannschaft der Resolution, entlassen 1775
- Robert Pomeroy, 1780 invalide geführt
- Martin Pomeroy, wohl letzte Erwähnung als Pensionär 1754
- Pascoe Pomeroy, Erwähnungen zwischen 1702 und 1876,  aktiv wohl in einem Regiment zwischen 1702 - 1712

Im 19. JahrhundertEs werden insgesamt 62 Namen von Offizieren genannt, von denen der Jüngste im Jahre 1899 geboren wurde.

## Weiterführende Literatur
- Pole, Sir William (d.1635), Collections Towards a Description of the County of Devon, Sir John-William de la Pole (ed.), London, 1791, Book I
- Pomeroy, Albert A., History and Genealogy of the Pomeroy Family, 3 parts, Detroit, USA, 1922, part 3
- Powley, E.B. The House of De La Pomerai, Liverpool, 1944
- Prince, Rev. John, Worthies of Devon (1701), 1810 edition
- Risdon, Tristram (d.1640), Survey of Devon, 1811 edition, London, 1811, with 1810 Additions, pp. 361–4, The Baronies of this County and how many Knight's Fees were held of the Honours, with the Ensigns of their Ancient Owners, p. 362
- Sanders, I.J. English Baronies: A Study of their Origin and Descent 1086-1327, Oxford, 1960
- Vivian, Lt.Col. J.L. (Ed.) The Visitations of the County of Devon: Comprising the Heralds' Visitations of 1531, 1564 & 1620, Exeter, 1895
- Thorn, Caroline & Frank (eds.) Domesday Book (Morris, John, gen.ed.) Vol. 9, Devon, Parts 1 & 2, Phillimore Press, Chichester, 1985